# 굿 보스
"굿 보스"(스페인어: El buen patrón)는 2021년 공개된 스페인의 영화이다. 대한민국은 2022년 2월 10일에 개봉하였다.

## 출연
- 하비에르 바르뎀 - 훌리오 블랑코 역
- 마놀로 솔로 - 미랄레스 역
- 알무데나 아모르 - 릴리아나 역
- 오스카르 데 라 푸엔테 - 호세 역
- 소니아 알마르차 - 아델라 역
- 페르난도 알비수 - 로만 역
- 타리크 르밀리 - 칼레드 역
- 라파 카스테혼 - 루비오 역
- 셀소 부갈로 - 포르투나 역
- 프렌체스크 오렐라 - 알레한드로 역
- 마르틴 파에스 - 살바 역
- 야엘 벨리차 - 이네스 역
- 마라 구일 - 아우로라 역
- 나오 알베트 - 알베르트 역
- 마리아 데 나티 - 안젤라 역